# Тім Пріца
Тім Пріца (швед. Tim Prica; нар. 23 квітня 2002, Гельсінгборг) — шведський футболіст, нападник клубу «Норрчепінг».

## Клубна кар'єра
Почав футбольну кар'єру в молодіжній команді норвезького клубу «Нардо», оскільки у Норвегії тоді грав його батько, футболіст Раде Пріца. З 2012 по 2014 рік тренувався у футбольній академії ізраїльського клубу «Маккабі» (Тель-Авів) (де на той момент професійно грав його батько). У 2014 році став гравцем академії шведського клубу «Мальме».
В основному складі «небесно-блакитних» дебютував 18 липня 2019 року в матчі першого кваліфікаційного раунду Ліги Європи УЄФА проти північноірландського клубу «Балліміна Юнайтед». 18 серпня 2019 року Тім дебютував у вищому дивізіоні чемпіонату Швеції в матчі проти «Фалькенберга».

## Кар'єра в збірній
Виступав за збірні Швеції до 15, до 16 та до 17 років. У 2019 році зіграв на чемпіонаті Європи до 17 років в Ірландії, де забив гол у ворота однолітків з Англії (1:3). Втім шведи програли всі три гри на турнірі і не вийшли з групи.

## Особисте життя
Батько Тіма — колишній гравець збірної Швеції Раде Пріца. Прізвище батька відображає його сербське та хорватське походження.